# CEV Challenge Cup (žene)
CEV Volleyball Challenge Cup - Women je treće po snazi europsko klupsko odbojkaško natjecanje za žene. Organizira ga Europska odbojkaška federacija (CEV). 

Natjecanje je osnovano 1980. godine kao CEV Cup (Kup CEV), a od 2007. godine nosi naziv Challenge Cup, dok je dotadašnji Top Teams Cup postao CEV Cup.

## Pobjednici i finalisti
| sezona        | pobjednik                   | finalist                                             |
| CEV Cup       | CEV Cup                     | CEV Cup                                              |
| ------------- | --------------------------- | ---------------------------------------------------- |
| 1980./81.     | SV Lohhof                   | Mobili Cecina                                        |
| 1981./82.     | USC Münster                 | Lions Baby Ancona                                    |
| 1982./83.     | SG JDZ Feuerbach            | Pallavolo Cecina                                     |
| 1983./84.     | Victoria Village Bari       | Vic Modena                                           |
| 1984./85.     | Viktoria Augsburg           | Victoria Village Bari                                |
| 1985./86.     | Nelsen Reggio Emilia        | SG JDZ Feuerbach                                     |
| 1986./87.     | CIV Modena                  | USC Münster                                          |
| 1987./88.     | Yoghi Ancona                | Braglia Reggio Emilia                                |
| 1988./89.     | Braglia Reggio Emilia       | Slavia Prag                                          |
| 1989./90.     | Orbita Zaporožje            | Bayern Lohhof                                        |
| 1990./91.     | Pescopagano Matera          | Braglia Cucine Reggio Emilia                         |
| 1991./92.     | Pescopagano Matera          | Volley Modena                                        |
| 1992./93.     | Colli Aniene Rim            | Eczacibasi Istanbul                                  |
| 1993./94.     | USC Münster                 | Impresa Guadagani Agrigento                          |
| 1994./95.     | Ecoclear Sumirago           | Orbita Zaporožje                                     |
| 1995./96.     | Emlakbanka Ankara           | USC Münster                                          |
| 1996./97.     | Alpa Rim                    | Romanelli Firenca                                    |
| 1997./98.     | Cermagica Reggio Emilia     | Medinex Reggio Calabria                              |
| 1998./99.     | Centro Ester Napulj         | Iskra Luganjsk                                       |
| 1999./00.     | Medinex Reggio Calabria     | Volley Vicenza                                       |
| 2000./01.     | Cividini Vicenza            | Foppapedretti Bergamo                                |
| 2001./02.     | Edison Volley Modena        | Marine Consulting Ravenna                            |
| 2002./03.     | Asystel Volley Novara       | Hotel Cantur Las Palmas (Las Palmas de Gran Canaria) |
| 2003./04.     | Foppapedretti Bergamo       | Vini Monte Schiavo Jesi                              |
| 2004./05.     | Pallavolo Sirio Perugia     | Balakovskaia AES Balakovo                            |
| 2005./06.     | Scavolini Pesaro            | Bigmat Kerakoll Chieri                               |
| 2006./07.     | Sirio Perugia               | Zareče Odinstovo                                     |
| Challenge Cup |                             |                                                      |
| 2007./08.     | Vakifbank Günes S. Istanbul | Infoplus Minetti Imola                               |
| 2008./09.     | Vini Monteschiavo Jesi      | Panathinaikos Atena                                  |
| 2009./10.     | Dresdner SC (Dresden)       | Asterix Kieldrecht                                   |
| 2010./11.     | Azerrail Baku               | Lokomotiv Baku                                       |
| 2011./12.     | Lokomotiv Baku              | Bakı (Baku)                                          |
| 2012./13.     | Dinamo Krasnodar            | Rebecchin.meccanica Piacenza                         |
| 2013./14.     | Zareče Odinstovo            | Beşiktaş Istanbul                                    |
| 2014./15.     | Nilufer Bursa BBSK          | Uraločka-NTMK Jekaterinburg                          |
| 2015./16.     | CSM Bukurešt                | İdman Ocağı Trabzon                                  |
| 2016./17.     | Nilufer Bursa BBSK          | Olympiakos Pirej                                     |
| 2017./18.     | Olympiakos Pirej            | Nilufer Bursa BBSK                                   |
| 2018./19.     | Pro Victoria Monza          | Aydin BBSK                                           |

## Poveznice i izvori
- cev.eu, službene stranice  Arhivirana inačica izvorne stranice od 29. veljače 2020. (Wayback Machine)
- cev.lu, službene stranice
- cev.eu, arhiva natjecanja  Arhivirana inačica izvorne stranice od 15. veljače 2021. (Wayback Machine)
- todor66.com, arhiva Challenge Cup / CEV Cup
- cev.lu, wayback arhiva, sudionici završnice europskih kupova 1961.-2011.
- Liga prvaka
- CEV kup